# Yngling (slægt)
 For alternative betydninger, se Yngling. (Se også artikler, som begynder med Yngling)
Ynglingeslægten (også omtalt som Ynglingerne eller Ynglingeætten) er ifølge sagaerne den ældste kendte skandinaviske herskerdynasti. Den er kendt fra tidlige skandinaviske kilder, hovedsageligt kvadet Ynglingatal, som skal være digtet af skjalden Thjodolf den Hvinverske og Ynglingesagaen i Snorres sagasamling Heimskringla. Ynglingesaga er skrevet af Snorre i 1220'erne, baseret på kvadet Ynglingatal. Kvadet skal være fra slutningen af 800-tallet, men dateringen er omstridt.
Fortællinger om Ynglingeslægten findes også i Historia Norvegiæ, i den korte sagaen Om Opplendingenes konger og i sagnet Hversu Noregr byggðist (Hvordan Norge ble bygget). I den islandske skkalden Are Frodes Íslendingabók findes en liste med navn på ynglingekongerne. Nogle af ynglingene er også nævnt i det gammelengelske kvad Beowulf.
Ynglingene skal ifølge sagaerne stamme fra de norrøne guder. En forestilling om mennesker som stammer fra guder, kalles en euhemerisme. Ynglingene skal oprindeligt have holdt til i Sverige, ved Uppsala, før en gren af slægten vandret over til Norge og blev konger der. Snorre og andre lærde i middelalderen mente, at Halvdan Svarte, Harald Hårfagre og deres efterkommere tilhørte ynglingeslægten.
Hvorvidt Ynglingeslægten faktisk var en virkelig slægt, er moderne forskerne uenige om. Ingen samtidige kilder bruger begrebet "ynglingeætt"; bare yngling i ental. Nogle forskere mener, at ynglingeslægten var en virkelig kongeslægt, mens andre mener, at der ikke er grundlag for at hævde, at denne slægt har eksisteret. At forbindelsen mellem Harald Hårfagre og ynglingeslægten er konstrueret, er imidlertid mange af dagens forskere enige om.